# Степан Држислав
Степан Држислав (хорв. Stjepan Držislav; ? — 997) — хорватський король з династії Трпимировичів, син короля Михайла Крешимира ІІ.

## Життєпис
Рік народження невідомий. Після смерті батька 969 року став королем за регентства своєї матері Єлени Задарської. Після її смерті 976 року став повновладним правителем Хорватії.
Уклав союз з Візантією під час війни візантійського імператора Василія ІІ з Болгарією. Умовою підтримки Візантії був контроль над містами на узбережжі Адріатичного моря, які номінально перебували під візантійською владою. До Хорватії перейшло управління містами Крк, Осор, Раб, Задар, Трогір, Спліт, що сприяло подальшому зростанню могутності країни. Степан — перший хорватський король, про якого достеменно відомо, що його коронували: згідно з хронікою Хоми Сплітського (Архідиякона Хоми), Василій ІІ дарував Степанові Држиславу царські відзнаки.
Формально беручи участь у візантійсько-болгарській війні, Степан Држислав зумів уникнути серйозних боїв з болгарами, надавши змогу візантійцям самим битися з ворогом.
Степан Држислав заснував нове місто на Адріатиці — Біоград-на-Мору, зробивши його столицею свого королівства і резиденцією короля.
Внутрішнє управління Степан Држислав делегував регіональним правителям — банам, зосередившись на забезпеченні мирного співіснування Хорватії з могутніми сусідами.

## Легенда про походження хорватського герба

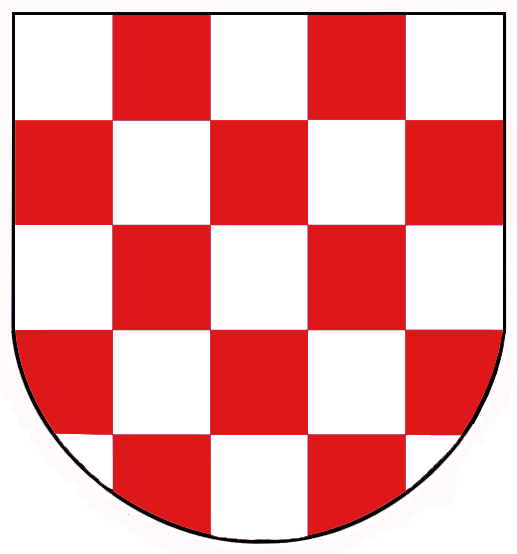

З іменем Степана Држислава пов'язують легенду про походження хорватського герба — «шахівниці». Буцімто під час своєї боротьби проти венеційського панування над хорватськими містами Адріатики король Степан (іноді в легенді згадують замість нього сина Светослава Суроню) потрапив у полон до венеційців. Дож П'єтро II Орсеоло запропонував хорватському королю матч з трьох шахових партій. У разі перемоги у всіх партіях короля звільнять і дадуть змогу повернутися додому. Степан Држислав виграв усі три партії, повернувся додому й на відзначення цієї події взяв собі за герб шахову дошку.

## Цікаво
1997 року в серії «Хорватські королі» Хорватська пошта випустила поштову марку на відзначення 1000-ї річниці смерті хорватського короля Степана Држислава.